# Machadocepheus taprobanicus
Machadocepheus taprobanicus är en kvalsterart som beskrevs av Balogh 1970. Machadocepheus taprobanicus ingår i släktet Machadocepheus och familjen Carabodidae. Inga underarter finns listade i Catalogue of Life.